# Chebeica
Chebeica (en árabe: شبيكة‎, en lenguas bereberes: ⵛⴱⵉⴽⴰ, en francés: Chbika) es un municipio marroquí en la región Guelmim-Río Noun. Desde 1916 hasta 1958 perteneció al territorio español de Cabo Juby.